# Sailly-Achâtel

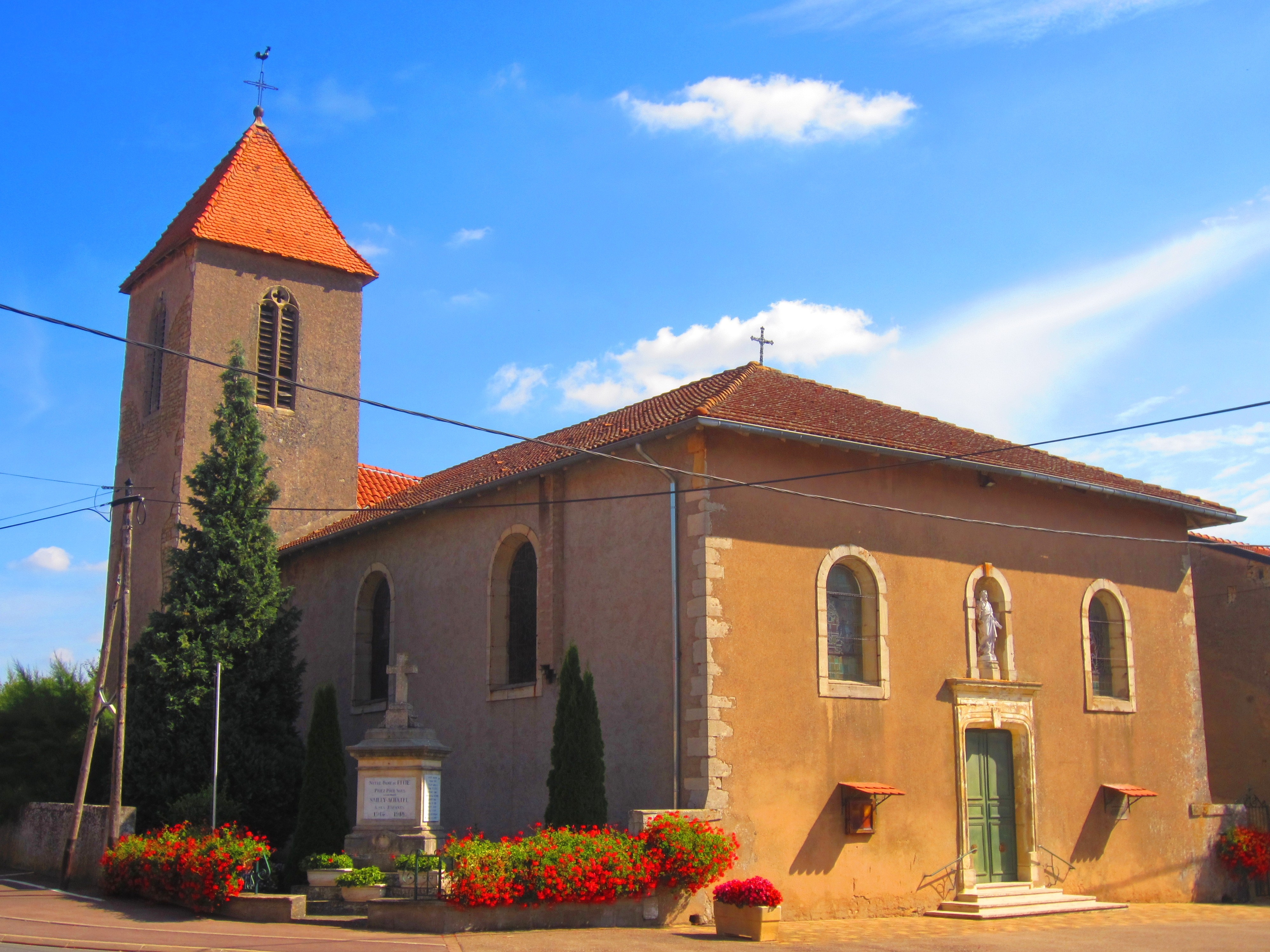
Kirche St. Epvre

Sailly-Achâtel ist eine französische Gemeinde mit 316 Einwohnern (Stand 1. Januar 2022) im Département Moselle in der Region Grand Est (bis 2015  Lothringen). Sie gehört zum Arrondissement Metz.

## Geographie
Sailly-Achâtel liegt in Lothringen, 24 Kilometer südöstlich von Metz und elf Kilometer südöstlich von Verny auf einer Höhe zwischen 214 und 308 Meter über dem Meeresspiegel, die mittlere Höhe beträgt 250 Meter. Das Gemeindegebiet umfasst 8,18 km².

## Geschichte
Die Gemeinde entstand am 1. Januar 1962 durch die Zusammenlegung der beiden Dörfer  Sailly  und
Achâtel.
Der Ortsteil Achâtel liegt an der alten Römerstraße nach Scarpona; beide Ortschaften gehörten früher zum Bistum Metz.
Durch den Frankfurter Frieden vom 10. Mai 1871 kam die Region an das deutsche Reichsland Elsaß-Lothringen, und die beiden Dörfer wurden dem Landkreis Metz im Bezirk Lothringen zugeordnet. Die Dorfbewohner in Sailly betrieben Getreide- und Obstbau, in Achâtel außerdem auch Weinbau.
Nach dem Ersten Weltkrieg musste die Region aufgrund der Bestimmungen des Versailler Vertrags 1919 an Frankreich abgetreten werden und wurde Teil des Département Moselle. Im Zweiten Weltkrieg war die Region von der deutschen Wehrmacht besetzt.
Sailly und Achâtel trugen 1915–1918 und 1940–1944 die eingedeutschten  Namen Sallach und Hohenschloß.

### Bevölkerungsentwicklung
| Jahr      | 1962 | 1968 | 1975 | 1982 | 1990 | 1999 | 2007 | 2019 |
| Einwohner | 187  | 172  | 161  | 168  | 210  | 205  | 224  | 299  |